# Fachruddín Alí Ahmad
Fachruddín Alí Ahmad (13. května 1905, Dillí – 11. února 1977, Nové Dillí) byl indický právník a politik, který byl v letech 1974–1977 pátým indickým prezidentem.
Ahmad se narodil v Dillí, studoval v Dillí a Cambridgi, v roce 1928 se přidal do advokátní komory Inner Temple v Londýně. Po návratu do Indie vykonával advokátní praxi v Láhauru a poté v Guváhátí. Ve 30. letech 20. století se připojil k Indickému národnímu kongresu a v roce 1939 byl ministrem financí Ásámu ve vládě Gopinatha Bordoloie. V roce 1946 se stal generálním advokátem Ásámu a v letech 1957–1966 byl opět ministrem financí za vlády Bimaly Prasada Čalihy. V roce 1966 ho premiérka Indira Gándhíová jmenovala ministrem národní vlády a měl na starosti různá ministerstva včetně energetiky, vodních zdrojů, průmyslu a zemědělství. V roce 1974 byl zvolen pátým indickým prezidentem.
Jako prezident vyhlásil v srpnu 1975 výjimečný stav a dal souhlas k řadě nařízení a ústavních dodatků, které výrazně omezily občanské svobody a umožnily Indiře Gándhíové vládnout pomocí dekretů. Výjimečný stav podporoval ve veřejných projevech, byl označován za prezidenta s „gumovým razítkem“.
Ahmad zemřel v únoru 1977 na infarkt. Byl mu vypraven státní pohřeb a je pohřben v mešitě poblíž budovy parlamentu v Dillí. Ve funkci ho vystřídal B. D. Džátti jako úřadující prezident a Nílam Saňdžíva Reddi jako šestý prezident Indie.

## Funkce v Indickém národním kongresu
Ahmad vstoupil do Indického národního kongresu jako primární člen v roce 1931 a od roku 1936 byl s výjimkou krátkých přestávek členem kongresového výboru Ásámpradéš, pracovního výboru kongresového výboru Ásámpradéš a celoindického kongresového výboru. V letech 1946–1947 byl členem pracovního výboru celoindického kongresového výboru a v letech 1964–1974 byl členem parlamentní rady strany.

## Prezident Indie (1974–1977)

### Zvolení prezidentem
V červenci 1974 byl Ahmad vybrán Indirou Gándhíovou a Indickým národním kongresem jako kandidát na volby následujícího indického prezidenta. Přehlédli přitom tehdejšího viceprezidenta Gopala Swarupa Pathaka, který byl do této funkce zvolen v roce 1969 s podporou Kongresové strany. Volby indického prezidenta v roce 1974 se konaly 17. srpna v přímém souboji mezi Ahmadem z Kongresové strany a opozičním kandidátem Tridibem Čaudhurim, poslancem Sněmovny lidu za Revoluční socialistickou stranu. Ahmad získal 765 587 hlasů (tj. 80,18 % z 954 783 odevzdaných hlasů) oproti Čaudhuriho 189 196 hlasům a 20. srpna byl prohlášen za zvoleného.
Ahmed složil přísahu jako pátý indický prezident 24. srpna 1974 a stal se tak druhým muslimem v této funkci a první osobou, která byla do prezidentského úřadu povýšena přímo z Rady ministrů Unie. Byl také prvním prezidentem zvoleným po změnách zákona o prezidentských a viceprezidentských volbách z roku 1952, které zavedly povinnost složit kauci ve výši 2 500 ₹ (700 Kč) a stanovily, že každý kandidát v prezidentských volbách musí být povinně podpořen deseti navrhujícími a deseti podporujícími zákonodárci. Ahmadovo zvolení neúspěšně napadl u indického Nejvyššího soudu advokát Čaru Lal Sahu.